# بی‌تی تک‌شاخ

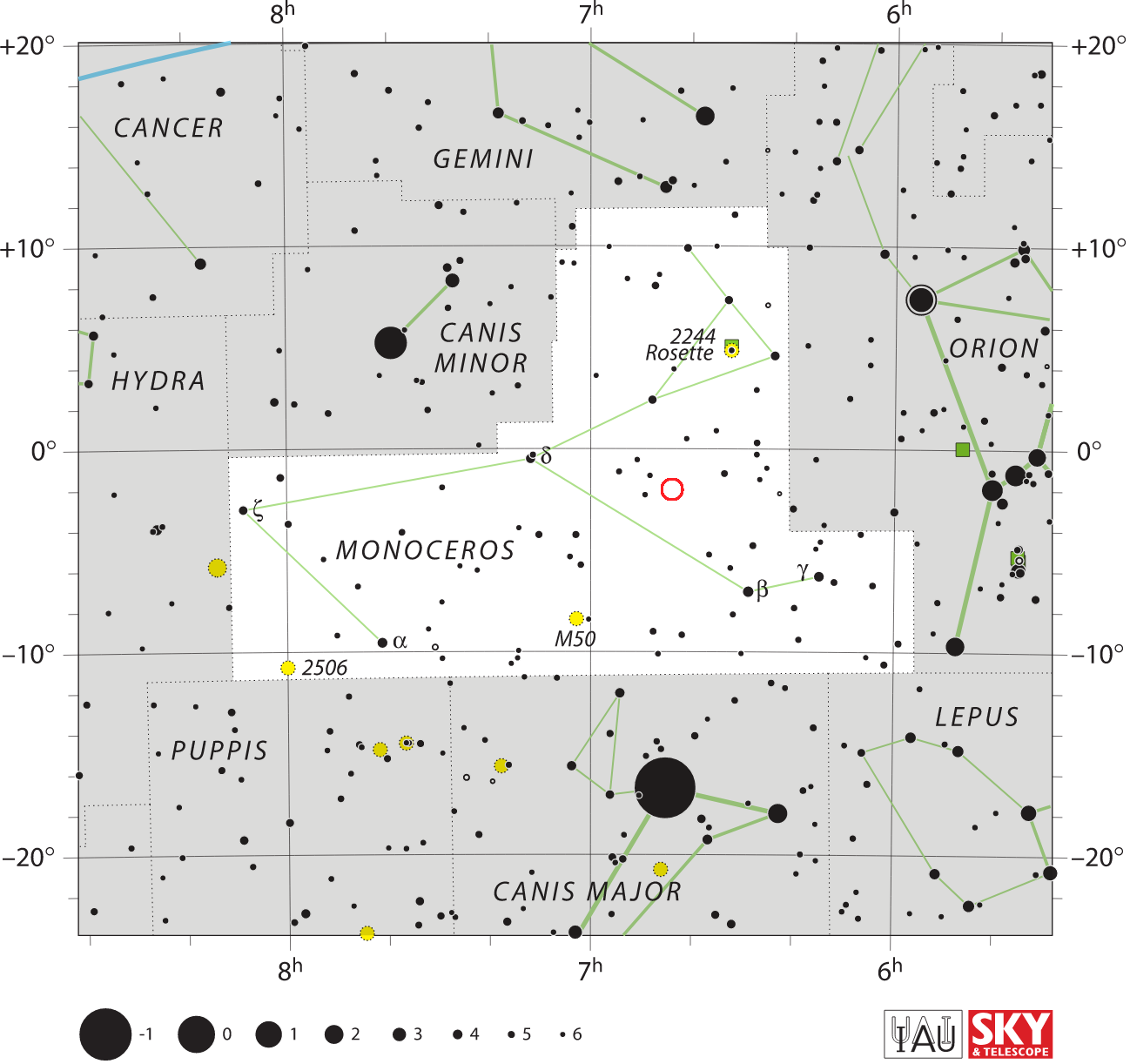
موقعیت بی‌تی تک‌شاخ (دایره قرمز مرکز)

بی‌تی تک‌شاخ یک ستاره است که در صورت فلکی تک‌شاخ قرار دارد.